# Sàcul

Esquema del laberint membranós, amb dos seccions: d'un conducte semicircular i de part de la còclea:
1: Perilimfa, 2: Endolimfa.
3: Conductes semicirculars.
8: Vestíbul: 9: Òrgans amb otòlits, 10: Utricle, 11: Sàcul, 12: Màcules vestibulars: de l'utricle i del sàcul. 13: Conducte endolimfàtic, 14: Finestra oval, 15: Finestra rodona, 16: Conducte perilimfàtic.
17: Còclea.
Altres: En verd: Nervis (facial, branques del vestibular, inici del coclear). En groc: Os temporal.

El sàcul és un dels dos òrgans amb otòlits, situat en el vestíbul del laberint membranós de l'orella interna. Es connecta amb l'utricle i el conducte coclear.
És ple d'endolimfa que es mou segons la posició del cap, i col·locat verticalment en la seva paret hi ha la màcula del sàcul, la qual intervé en l'equilibri.